# Zeche Vereinigte Norm
Die Zeche Vereinigte Norm war ein Steinkohlen-Bergwerk in Dortmund-Wickede.

## Geschichte
Erste Bergbauunternehmungen im Umfeld von Wickede und Massen gab es bereits gegen Ende der 1820er Jahre. 1829 wurde auf Antrag von Gisbert Freiherr von Romberg der Tiefe Romberger Erbstollen am Massener Bach angesetzt und in Richtung Südwesten aufgefahren, um im Raum Holzwickede-Sölde-Aplerbeck die dortigen Stollenzechen zu entwässern. Nach 2365 m musste der Vortrieb dieses Stollens um 1838 jedoch wegen hoher Wasserzuflüsse und Wasserentziehungs-Klagen durch Grundbesitzer eingestellt werden.
1846 entstand bei der Zusammenlegung der Grubenfelder Clemens und Gute Hoffnung die Zeche Vereinigte Norm. Es wurde im selben Jahr mit der Wiederaufwältigung des Romberger Erbstollens für die Grubenwasserabführung begonnen und ein 130 m tiefer Schacht auf dem ehemaligen Lichtloch 3 abgeteuft. Die Arbeiten kamen wegen erhöhter Wasserzuflüsse mehrmals zum Erliegen. 1856 wurde am Schacht Norm eine Dampfmaschine zur Wasserhaltung und Förderung in Betrieb genommen und ein Schachthaus errichtet. Wegen der unbauwürdigen Aufschlüsse kam aber die Zeche Vereinigte Norm, abgesehen von einer geringen Eigenbedarfsdeckung, nie in regelmäßige Kohlenförderung und wurde deshalb im Dezember 1865 stillgelegt.
Laut einem Vertrag von 1867 ist der südliche Teil des Grubenfeldes an die Bergbau-Aktiengesellschaft Caroline (Essen) verkauft worden. Der Rest der Zeche Vereinigte Norm wurde aus Gründen fehlender Investitionsmittel Ende der 1860er Jahre an die Zeche Caroline in Holzwickede abgegeben, die ab 1872 mit der Wiederinbetriebnahme des Bergwerks begann und den in „Caroline 4“ umbenannten Schacht auf eine Teufe von 210 Metern ausbaute. Zwar konnte ab 1874 eine geringe Kohlenförderung auf dieser Schachtanlage aufgenommen werden, diese musste aber am 1. August 1875 wegen des fehlenden Bahnanschlusses und Unbauwürdigkeit der aufgeschlossenen Flöze erneut einstellt werden. 1896/97 wurde der Schacht dann zum Wetterschacht für die Zeche Caroline umfunktioniert, bis er 1909 endgültig stillgelegt wurde. Der Schacht ist anschließend verfüllt worden, im Schachtgebäude entstanden Wohnungen. Ein tieferer Neuaufschluss des Grubenfeldes Norm durch die Zeche Caroline erfolgte ab 1917, ohne dass die alte Schachtanlage reaktiviert wurde. Bis zu ihrer Stilllegung im Jahr 1951 kam der Hauptteil der Förderung von Caroline aus dem Feld Norm.

## Relikte
Das ehemalige Schachthaus der Zeche Vereinigte Norm nutzte man noch bis in die 1980er Jahre für Wohnzwecke. Infolge der Erweiterung des Dortmunder Flughafens wurde das alte Gebäude 1986 abgerissen. Heute sind davon keine Spuren mehr erkennbar, einzig die „Zeche-Norm-Straße“ südlich und nördlich der Start- und Landebahn des Flughafens sowie ein Schachtdeckel auf der Straße erinnert noch an das alte Bergwerk.